# Krayenhoffpark
Het Krayenhoffpark is een klein park in de wijk de Biezen in de Nederlandse stad Nijmegen dat vernoemd is naar Cornelis Rudolphus Theodorus Krayenhoff.
Het park ligt net buiten het stadscentrum ter hoogte van de Waalhaven. Het heeft een driehoekige vorm en ligt ingeklemd tussen de Voorstadlaan, Weurtseweg en de Krayenhofflaan (tot 1900 onderdeel van de Koninginnelaan en ter hoogte van het park tegenwoordig uitgevoerd als voetpad). Begin 1879 stond het toen nog naamloze park al op kaarten getekend. In 1896 kreeg het park haar naam, eerst geschreven als Kraijenhoffpark. Het park dankt haar driehoekige vorm aan de driehoeksmeting die voor Krayenhoff de basis vormde van zijn cartografische activiteiten. Aangrenzend lag de Batava Margarinefabriek.
Toen in 1914 het Fort Krayenhoff, dat aan de Waal gelegen was, gesloopt werd, werd Krayenhoff die in het fort begraven lag herbegraven op begraafplaats Rustoord. De gemeente besliste in 1916 om de oude grafsteen uit het fort te verplaatsen naar het Krayenhoffpark. In 2008 werd deze steen, die een gemeentelijk monument is, bij een reconstructie van het park 180 graden gedraaid. In het park staat een monumentale mammoetboom en werd in 2013 een koningsboom geplant.

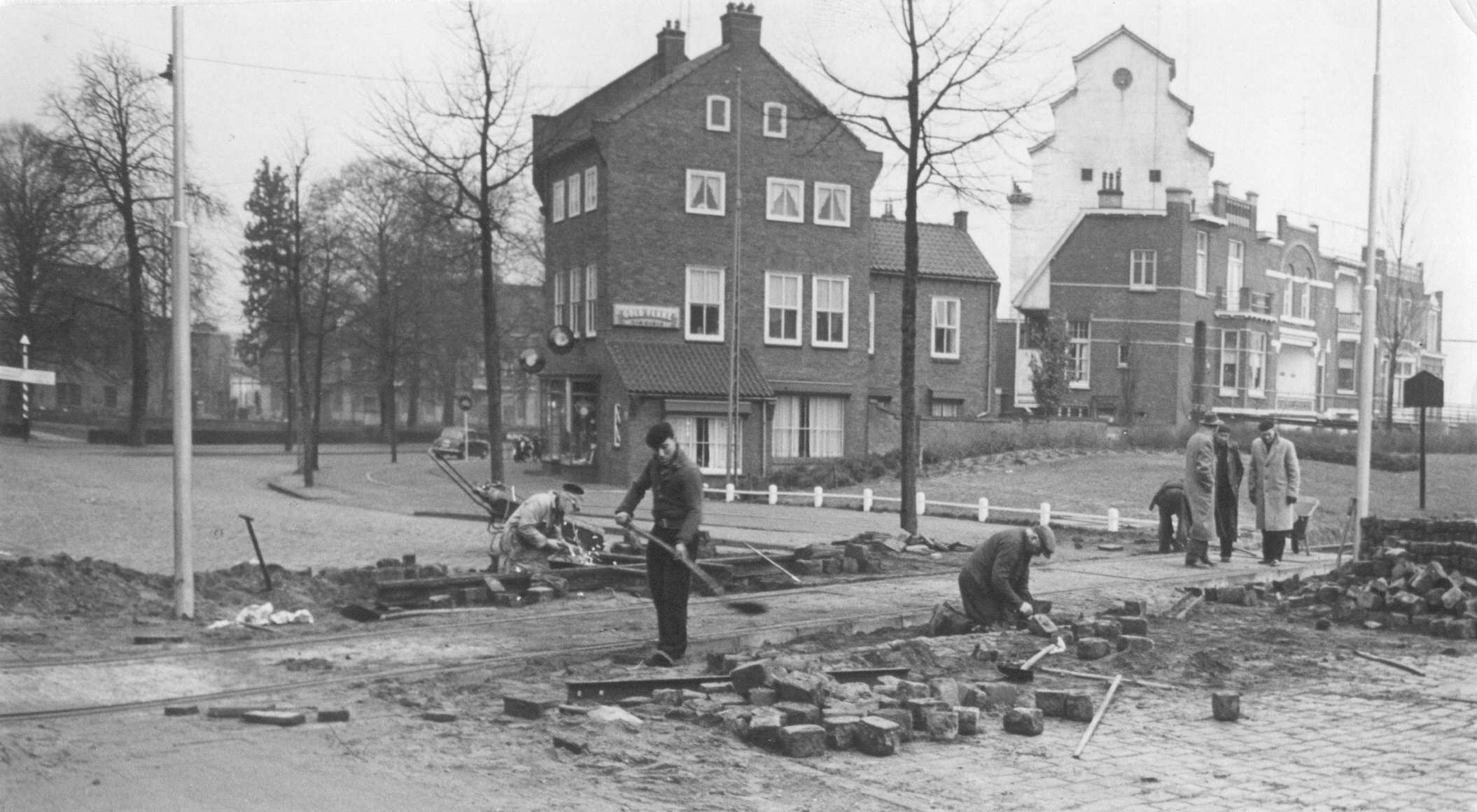
Krayenhoffpark (links) 1959
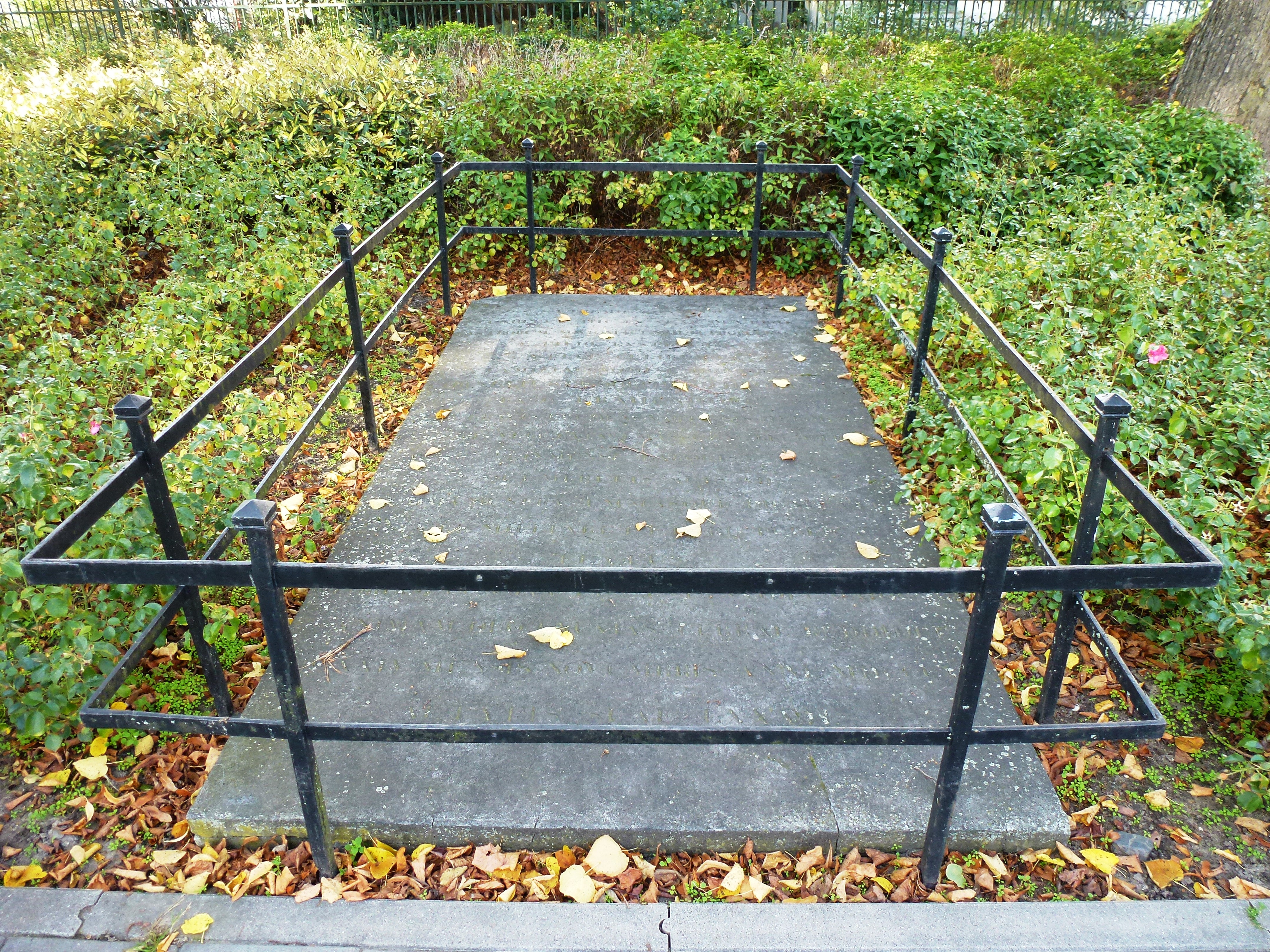
Grafsteen Krayenhoff
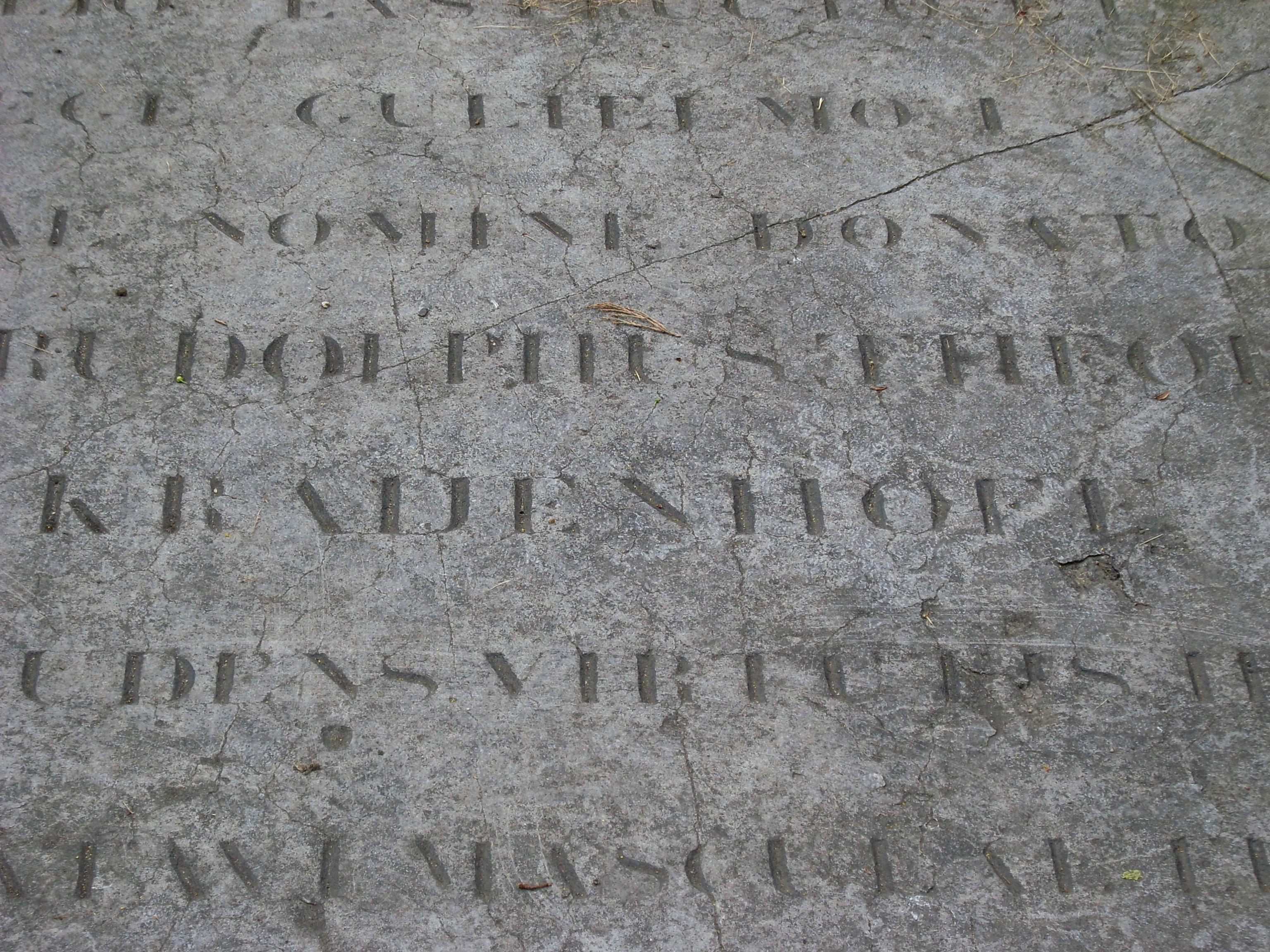
Deel opschrift grafsteen